# Blacksburg, South Carolina
Blacksburg är en stad i delstaten South Carolina i USA. Staden hade 1 880 invånare år 2000. Den har enligt United States Census Bureau en area på 4,8 km², allt är land.